# مدرسة الشرطة بتبسة
مدرسة الشرطة بتبسة  هي أحد مراكز تكوين الشرطة الجزائرية، تم إنشائها  لتلبية الحاجيات التكوينية للشرطة الجزائرية وذلك بمدينة تبسة.